# Biathlon-Weltcup 1989/90
In der Saison 1989/90 wurde der Biathlon-Weltcup zum 13. Mal ausgetragen. Die Wettkampfserie im Biathlon bestand aus jeweils sieben Einzel-, sechs Sprint-, fünf Staffel- und einem Mannschaftsrennen für Männer und Frauen und wurde an sieben Veranstaltungsorten ausgetragen. Neben den sechs Weltcupveranstaltungen in Obertauern, Antholz, Ruhpolding, Walchsee, Oslo und Kontiolahti fanden die Biathlon-Weltmeisterschaften im sowjetischen Minsk statt, wobei die meisten Rennen in Oslo und in Kontiolahti nachgeholt wurden. Die Ergebnisse der Weltmeisterschaft flossen in den Weltcup mit ein.
Titelverteidiger bei den Herren war Eirik Kvalfoss und bei den Damen Jelena Golowina. Den Gesamtweltcup gewann bei den Männern Sergei Tschepikow vor Eirik Kvalfoss und Waleri Medwedzew, bei den Frauen gewann Jiřina Adamičková vor Anne Elvebakk und Jelena Golowina.

## Männer

### Resultate
| 1. Weltcup in Obertilliach, Dezember 1989 | 1. Weltcup in Obertilliach, Dezember 1989 | 1. Weltcup in Obertilliach, Dezember 1989 | 1. Weltcup in Obertilliach, Dezember 1989 | 1. Weltcup in Obertilliach, Dezember 1989 |
| ----------------------------------------- | ----------------------------------------- | ----------------------------------------- | ----------------------------------------- | ----------------------------------------- |
| Datum                                     | Disziplin                                 | Erster Platz                              | Zweiter Platz                             | Dritter Platz                             |
| ???                                       | Einzel (20 km)                            | André Sehmisch                            | Waleri Medwedzew                          | Sergei Bulygin                            |
| 16. Dezember 1989 (Sa.)                   | Sprint (10 km)                            | Birk Anders                               | Sergei Tarassow                           | Eirik Kvalfoss                            |
| ???                                       | Staffel (4 × 7,5 km)                      | Deutsche Demokratische Republik           | Sowjetunion                               | Italien                                   |

| 2. Weltcup in Antholz, 19. bis 21. Januar 1990 | 2. Weltcup in Antholz, 19. bis 21. Januar 1990 | 2. Weltcup in Antholz, 19. bis 21. Januar 1990                          | 2. Weltcup in Antholz, 19. bis 21. Januar 1990                | 2. Weltcup in Antholz, 19. bis 21. Januar 1990                                      |
| ---------------------------------------------- | ---------------------------------------------- | ----------------------------------------------------------------------- | ------------------------------------------------------------- | ----------------------------------------------------------------------------------- |
| Datum                                          | Disziplin                                      | Erster Platz                                                            | Zweiter Platz                                                 | Dritter Platz                                                                       |
| 19. Januar 1990 (Fr.)                          | Sprint (10 km)                                 | Juri Kaschkarow                                                         | Sergei Tschepikow                                             | Eirik Kvalfoss                                                                      |
| 20. Januar 1990 (Sa.)                          | Einzel (20 km)                                 | Anders Mannelqvist                                                      | Andreas Zingerle                                              | Eirik Kvalfoss                                                                      |
| ???                                            | Staffel (4 × 7,5 km)                           | FrankreichGilles Marguet Thierry Gerbier Christian Dumont Hervé Flandin | NorwegenGeir Einang Dag Bjørndalen Gisle Fenne Eirik Kvalfoss | SowjetunionAnatoli Schdanowitsch Juri Kaschkarow Waleri Medwedzew Sergei Tschepikow |

| 3. Weltcup in Ruhpolding, 1990 | 3. Weltcup in Ruhpolding, 1990 | 3. Weltcup in Ruhpolding, 1990                                              | 3. Weltcup in Ruhpolding, 1990                              | 3. Weltcup in Ruhpolding, 1990                                                     |
| ------------------------------ | ------------------------------ | --------------------------------------------------------------------------- | ----------------------------------------------------------- | ---------------------------------------------------------------------------------- |
| Datum                          | Disziplin                      | Erster Platz                                                                | Zweiter Platz                                               | Dritter Platz                                                                      |
| ???                            | Sprint (10 km)                 | Juri Kaschkarow                                                             | Birk Anders                                                 | Waleri Medwedzew                                                                   |
| ???                            | Staffel (4 × 7,5 km)           | SowjetunionWaleri Noskow Juri Kaschkarow Waleri Medwedzew Sergei Tschepikow | NorwegenGeir Einang Frode Løberg Gisle Fenne Eirik Kvalfoss | Deutsche Demokratische RepublikFrank Luck André Sehmisch Raik Dittrich Birk Anders |
| ???                            | Einzel (20 km)                 | Sergei Tschepikow                                                           | Frank Luck                                                  | Thierry Gerbier                                                                    |

| 4. Weltcup in Walchsee, 1. bis 4. Februar 1990 | 4. Weltcup in Walchsee, 1. bis 4. Februar 1990 | 4. Weltcup in Walchsee, 1. bis 4. Februar 1990                                     | 4. Weltcup in Walchsee, 1. bis 4. Februar 1990                            | 4. Weltcup in Walchsee, 1. bis 4. Februar 1990                 |
| ---------------------------------------------- | ---------------------------------------------- | ---------------------------------------------------------------------------------- | ------------------------------------------------------------------------- | -------------------------------------------------------------- |
| Datum                                          | Disziplin                                      | Erster Platz                                                                       | Zweiter Platz                                                             | Dritter Platz                                                  |
| 1. Februar 1990 (Do.)                          | Einzel (20 km)                                 | Birk Anders                                                                        | Frode Løberg                                                              | Eirik Kvalfoss                                                 |
| 3. Februar 1990 (Sa.)                          | Sprint (10 km)                                 | Juri Kaschkarow                                                                    | Frank Luck                                                                | Mark Kirchner                                                  |
| ???                                            | Staffel (4 × 7,5 km)                           | Deutsche Demokratische RepublikFrank Luck André Sehmisch Mark Kirchner Birk Anders | SowjetunionWaleri Noskow Sergei Loschkin Gennadi Karpinkin Sergei Bulygin | TschechoslowakeiTomáš Kos Jiří Holubec Petr Garabík Jan Matouš |

| Biathlon-Weltmeisterschaften in Minsk, 20. bis 25. Februar 1990 | Biathlon-Weltmeisterschaften in Minsk, 20. bis 25. Februar 1990 | Biathlon-Weltmeisterschaften in Minsk, 20. bis 25. Februar 1990 | Biathlon-Weltmeisterschaften in Minsk, 20. bis 25. Februar 1990 | Biathlon-Weltmeisterschaften in Minsk, 20. bis 25. Februar 1990 |
| --------------------------------------------------------------- | --------------------------------------------------------------- | --------------------------------------------------------------- | --------------------------------------------------------------- | --------------------------------------------------------------- |
| Datum                                                           | Disziplin                                                       | Erster Platz                                                    | Zweiter Platz                                                   | Dritter Platz                                                   |
| 20. Februar 1990 (Di.)                                          | Einzel (20 km)                                                  | Waleri Medwedzew                                                | Sergei Tschepikow                                               | Anatoli Schdanowitsch                                           |
| 22. Februar 1990 (Do.)                                          | Sprint (10 km)                                                  | Wegen Schneemangel in Oslo nachgeholt                           | Wegen Schneemangel in Oslo nachgeholt                           | Wegen Schneemangel in Oslo nachgeholt                           |
| 23. Februar 1990 (Fr.)                                          | Staffel (4 × 7,5 km)                                            | Wegen Schneemangel und Nebel in Kontiolahti nachgeholt          | Wegen Schneemangel und Nebel in Kontiolahti nachgeholt          | Wegen Schneemangel und Nebel in Kontiolahti nachgeholt          |
| 25. Februar 1990 (So.)                                          | Mannschaft (20 km)                                              | Wegen Schneemangel in Oslo nachgeholt                           | Wegen Schneemangel in Oslo nachgeholt                           | Wegen Schneemangel in Oslo nachgeholt                           |

| 5. Weltcup in Oslo, 6. bis 11. März 1990 | 5. Weltcup in Oslo, 6. bis 11. März 1990 | 5. Weltcup in Oslo, 6. bis 11. März 1990                                          | 5. Weltcup in Oslo, 6. bis 11. März 1990                       | 5. Weltcup in Oslo, 6. bis 11. März 1990                                    |
| ---------------------------------------- | ---------------------------------------- | --------------------------------------------------------------------------------- | -------------------------------------------------------------- | --------------------------------------------------------------------------- |
| Datum                                    | Disziplin                                | Erster Platz                                                                      | Zweiter Platz                                                  | Dritter Platz                                                               |
| 6. März 1990 (Di.)                       | Einzel (20 km)                           |                                                                                   |                                                                |                                                                             |
| 8. März 1990 (Do.)                       | Mannschaft (20 km)                       | Deutsche Demokratische RepublikRaik Dittrich Mark Kirchner Birk Anders Frank Luck | TschechoslowakeiTomáš Kos Ivan Masařík Jiří Holubec Jan Matouš | FrankreichChristian Dumont Stéphane Bouthiaux Hervé Flandin Thierry Gerbier |
| 10. März 1990 (Sa.)                      | Sprint (10 km)                           | Mark Kirchner                                                                     | Eirik Kvalfoss                                                 | Sergei Tschepikow                                                           |
| ???                                      | Staffel (4 × 7,5 km)                     | Wegen Nebel abgebrochen und in Kontiolahti nachgeholt                             | Wegen Nebel abgebrochen und in Kontiolahti nachgeholt          | Wegen Nebel abgebrochen und in Kontiolahti nachgeholt                       |

| 6. Weltcup in Kontiolahti, 15. bis 18. März 1990 | 6. Weltcup in Kontiolahti, 15. bis 18. März 1990 | 6. Weltcup in Kontiolahti, 15. bis 18. März 1990                              | 6. Weltcup in Kontiolahti, 15. bis 18. März 1990                      | 6. Weltcup in Kontiolahti, 15. bis 18. März 1990                                   |
| ------------------------------------------------ | ------------------------------------------------ | ----------------------------------------------------------------------------- | --------------------------------------------------------------------- | ---------------------------------------------------------------------------------- |
| Datum                                            | Disziplin                                        | Erster Platz                                                                  | Zweiter Platz                                                         | Dritter Platz                                                                      |
| 15. März 1990 (Do.)                              | Einzel (20 km)                                   | Eirik Kvalfoss                                                                | Sergei Tschepikow                                                     | André Sehmisch                                                                     |
| 17. März 1990 (Sa.)                              | Sprint (10 km)                                   | Andreas Zingerle                                                              | Franz Schuler                                                         | André Sehmisch                                                                     |
| 18. März 1990 (So.)                              | Staffel (4 × 7,5 km)                             | ItalienPieralberto Carrara Wilfried Pallhuber Johann Passler Andreas Zingerle | FrankreichChristian Dumont Xavier Blond Hervé Flandin Thierry Gerbier | Deutsche Demokratische RepublikFrank Luck André Sehmisch Mark Kirchner Birk Anders |

### Weltcupstände
| Endstand nach 12 Rennen (Top 10) |                   |        |       |
| \| Rang \| Name \| Punkte \| Siege \| \| ---- \| ----------------- \| ------ \| ----- \| \| 01 \| Sergei Tschepikow \| 196 \| 1 \| \| 02 \| Eirik Kvalfoss \| 192 \| 1 \| \| 03 \| Waleri Medwedzew \| 161 \| 1 \| \| 04 \| Frank Luck \| 160 \| 0 \| \| 05 \| Andreas Zingerle \| 159 \| 1 \| \| 06 \| Juri Kaschkarow \| 143 \| 3 \| \| 07 \| Birk Anders \| 140 \| 2 \| \| 08 \| Gisle Fenne \| 135 \| 0 \| \| 09 \| Mark Kirchner \| 133 \| 1 \| \| 10 \| André Sehmisch \| 127 \| 1 \| |                   |        |       |
| Rang | Name              | Punkte | Siege |
| 01 | Sergei Tschepikow | 196    | 1     |
| 02 | Eirik Kvalfoss    | 192    | 1     |
| 03 | Waleri Medwedzew  | 161    | 1     |
| 04 | Frank Luck        | 160    | 0     |
| 05 | Andreas Zingerle  | 159    | 1     |
| 06 | Juri Kaschkarow   | 143    | 3     |
| 07 | Birk Anders       | 140    | 2     |
| 08 | Gisle Fenne       | 135    | 0     |
| 09 | Mark Kirchner     | 133    | 1     |
| 10 | André Sehmisch    | 127    | 1     |

| Rang | Name                  | Punkte | Siege |
| ---- | --------------------- | ------ | ----- |
| 01   | Sergei Tschepikow     | 103    | 1     |
| 02   | Eirik Kvalfoss        | 98     | 1     |
| 03   | André Sehmisch        | 89     | 1     |
| 04   | Andreas Zingerle      | 87     | 0     |
| 05   | Waleri Medwedzew      | 85     | 1     |
| 06   | Frank Luck            | 80     | 0     |
| 07   | Mark Kirchner         | 74     | 0     |
| 08   | Anatoli Schdanowitsch | 71     | 0     |
| 09   | Gisle Fenne           | 61     | 0     |
| 10   | Hervé Flandin         | 55     | 0     |

| Rang | Name              | Punkte | Siege |
| ---- | ----------------- | ------ | ----- |
| 01   | Juri Kaschkarow   | 105    | 3     |
| 02   | Birk Anders       | 94     | 1     |
| 03   | Eirik Kvalfoss    | 94     | 0     |
| 04   | Sergei Tschepikow | 93     | 0     |
| 05   | Frank Luck        | 80     | 0     |
| 06   | Waleri Medwedzew  | 76     | 0     |
| 07   | Gisle Fenne       | 74     | 0     |
| 08   | Andreas Zingerle  | 72     | 1     |
| 09   | Thierry Gerbier   | 67     | 0     |
| 10   | Waleri Noskow     | 63     | 0     |

| Rang | Land                            | Punkte | Siege |
| ---- | ------------------------------- | ------ | ----- |
| 01   | Sowjetunion                     |        | 6     |
| 02   | Deutsche Demokratische Republik |        | 6     |
| 03   | Italien                         |        | 2     |
| 04   |                                 |        |       |
| 05   |                                 |        |       |
| 06   |                                 |        |       |
| 07   |                                 |        |       |
| 08   |                                 |        |       |
| 09   |                                 |        |       |
| 10   |                                 |        |       |

### Tabelle
| Rang | Name                  | Punkte |
| ---- | --------------------- | ------ |
| 01   | Sergei Tschepikow     | 196    |
| 02   | Eirik Kvalfoss        | 192    |
| 03   | Waleri Medwedzew      | 161    |
| 04   | Frank Luck            | 160    |
| 05   | Andreas Zingerle      | 159    |
| 06   | Juri Kaschkarow       | 143    |
| 07   | Birk Anders           | 140    |
| 08   | Gisle Fenne           | 135    |
| 09   | Mark Kirchner         | 133    |
| 10   | André Sehmisch        | 127    |
| 11   | Thierry Gerbier       | 121    |
| 12   | Anatoli Schdanowitsch | 111    |
| 13   | Hervé Flandin         | 111    |
| 14   | Raik Dittrich         | 93     |
| 15   | Fritz Fischer         | 88     |
| 16   | Alfred Eder           | 87     |
| 17   | Waleri Noskow         | 78     |
| 18   | Steffen Hoos          | 72     |
| 19   | Alois Reiter          | 71     |
| 20   | Johann Passler        | 65     |
| 21   | Gilles Marguet        | 58     |
| 22   | Franz Schuler         | 58     |
| 23   | Anders Mannelqvist    | 58     |
| 24   | Sergei Bulygin        | 58     |
| 25   | Hubert Leitgeb        | 53     |
| 26   | Geir Einang           | 49     |
| 27   | Christian Dumont      | 49     |
| 28   | Gottlieb Taschler     | 47     |
| 29   | Jon Åge Tyldum        | 47     |
| 30   | Wilfried Pallhuber    | 47     |

| Rang | Name                | Punkte |
| ---- | ------------------- | ------ |
| 31   | Frode Løberg        | 44     |
| 32   | Sergei Loschkin     | 33     |
| 33   | Urmas Kaldvee       | 32     |
| 34   | Pieralberto Carrara | 32     |
| 35   | Jan Matouš          | 31     |
| 36   | Egon Leitner        | 29     |
| 37   | Sergei Tarassow     | 26     |
| 38   | Jiří Holubec        | 24     |
| 39   | Spas Slatew         | 24     |
| 40   | Frank-Peter Roetsch | 22     |
| 41   | Aleksander Grajf    | 20     |
| 42   | Stéphane Bouthiaux  | 19     |
| 43   | Ulf Johansson       | 18     |
| 44   | Hubert Esterl       | 17     |
| 45   | Ivan Masařík        | 17     |
| 46   | Xavier Blond        | 17     |
| 47   | Pasi Kallunki       | 16     |
| 48   | Kari Kataja         | 15     |
| 49   | Krassimir Widenow   | 15     |
| 50   | Walter Hörl         | 13     |
| 51   | Michael Dixon       | 12     |
| 52   | Lionel Laurent      | 11     |
| 53   | Martin Rypl         | 11     |
| 54   | Peter Sjödén        | 11     |
| 55   | Franz Wudy          | 10     |
| 56   | Roman Klinc         | 10     |
| 57   | Andreas Heymann     | 9      |
| 58   | Bruno Hofstätter    | 9      |
| 59   | Ueli Scherrer       | 8      |
| 60   | Andero Lähde        | 8      |

| Rang | Name               | Punkte |
| ---- | ------------------ | ------ |
| 61   | Peter Gallenz      | 7      |
| 62   | Sverre Istad       | 7      |
| 63   | Timo Seppälä       | 6      |
| 64   | Harri Eloranta     | 6      |
| 65   | Stefan Höck        | 6      |
| 66   | Arne Kluge         | 4      |
| 67   | Gennadij Karpinkin | 4      |
| 68   | Dag Bjørndalen     | 4      |
| 69   | Imre Lestyan       | 4      |
| 70   | Sylfest Glimsdal   | 2      |
| 71   | Petr Garabík       | 1      |

## Frauen

### Resultate
| 1. Weltcup in Obertilliach, 14. bis 17. Dezember 1989 | 1. Weltcup in Obertilliach, 14. bis 17. Dezember 1989 | 1. Weltcup in Obertilliach, 14. bis 17. Dezember 1989 | 1. Weltcup in Obertilliach, 14. bis 17. Dezember 1989 | 1. Weltcup in Obertilliach, 14. bis 17. Dezember 1989 |
| ----------------------------------------------------- | ----------------------------------------------------- | ----------------------------------------------------- | ----------------------------------------------------- | ----------------------------------------------------- |
| Datum                                                 | Disziplin                                             | Erster Platz                                          | Zweiter Platz                                         | Dritter Platz                                         |
| 14. Dezember 1989 (Do.)                               | Einzel (15 km)                                        | Jelena Golowina                                       | Jelena Bazewitsch                                     | Luisa Tscherepanowa                                   |
| 16. Dezember 1989 (Sa.)                               | Sprint (7,5 km)                                       | Jiřina Adamičková                                     | Swetlana Dawydowa                                     | Swetlana Panjutina                                    |
| ???                                                   | Staffel (3 × 7,5 km)                                  | Sowjetunion                                           | Bulgarien                                             | Deutschland                                           |

| 2. Weltcup in Antholz, 19. bis 21. Januar 1990 | 2. Weltcup in Antholz, 19. bis 21. Januar 1990 | 2. Weltcup in Antholz, 19. bis 21. Januar 1990         | 2. Weltcup in Antholz, 19. bis 21. Januar 1990                                                              | 2. Weltcup in Antholz, 19. bis 21. Januar 1990 |
| ---------------------------------------------- | ---------------------------------------------- | ------------------------------------------------------ | --- | ---------------------------------------------- |
| Datum                                          | Disziplin                                      | Erster Platz                                           | Zweiter Platz                                                                                               | Dritter Platz                                  |
| 19. Januar 1990 (Fr.)                          | Sprint (7,5 km)                                | Jiřina Adamičková                                      | Swetlana Panjutina                                                                                          | Seija Hyytiäinen                               |
| 20. Januar 1990 (Sa.)                          | Einzel (15 km)                                 | Zwetana Krastewa                                       | Anne Elvebakk                                                                                               | Inger Björkbom                                 |
| ???                                            | Staffel (3 × 7,5 km)                           | FinnlandTuija Vuoksiala Pirjo Mattila Seija Hyytiäinen | NorwegenSynnøve Thoresen Åse Idland Anne Elvebakk BulgarienZwetana Krastewa Marija Manolowa Iwa Karagjosowa |                                                |

| 3. Weltcup in Ruhpolding, 25. bis 28. Januar 1990 | 3. Weltcup in Ruhpolding, 25. bis 28. Januar 1990 | 3. Weltcup in Ruhpolding, 25. bis 28. Januar 1990                 | 3. Weltcup in Ruhpolding, 25. bis 28. Januar 1990         | 3. Weltcup in Ruhpolding, 25. bis 28. Januar 1990      |
| ------------------------------------------------- | ------------------------------------------------- | ----------------------------------------------------------------- | --------------------------------------------------------- | ------------------------------------------------------ |
| Datum                                             | Disziplin                                         | Erster Platz                                                      | Zweiter Platz                                             | Dritter Platz                                          |
| 25. Januar 1990 (Do.)                             | Einzel (15 km)                                    | Jelena Golowina                                                   | Swetlana Dawydowa                                         | Swetlana Paramygina                                    |
| 27. Januar 1990 (Sa.)                             | Sprint (7,5 km)                                   | Jiřina Adamičková                                                 | Anne Elvebakk                                             | Marija Manolowa                                        |
| ???                                               | Staffel (3 × 7,5 km)                              | SowjetunionSwetlana Panjutina Jelena Golowina Swetlana Paramygina | BulgarienZwetana Krastewa Iwa Karagjosowa Marija Manolowa | FinnlandTuija Vuoksiala Pirjo Mattila Seija Hyytiäinen |

| 4. Weltcup in Walchsee, Februar 1990 | 4. Weltcup in Walchsee, Februar 1990 | 4. Weltcup in Walchsee, Februar 1990                             | 4. Weltcup in Walchsee, Februar 1990                 | 4. Weltcup in Walchsee, Februar 1990                        |
| ------------------------------------ | ------------------------------------ | ---------------------------------------------------------------- | ---------------------------------------------------- | ----------------------------------------------------------- |
| Datum                                | Disziplin                            | Erster Platz                                                     | Zweiter Platz                                        | Dritter Platz                                               |
| 1. Februar 1990 (Mi.)                | Einzel (15 km)                       | Iwa Schkodrewa                                                   | Myriam Bédard                                        | Inga Kesper                                                 |
| 3. Februar 1990 (Fr.)                | Sprint (7,5 km)                      | Jiřina Adamičková                                                | Anna Sonnerup                                        | Dorina Pieper                                               |
| ???                                  | Staffel (3 × 7,5 km)                 | SowjetunionSwetlana Dawydowa Jelena Golowina Swetlana Paramygina | BR DeutschlandInga Kesper Dorina Pieper Petra Schaaf | BulgarienMarija Manolowa Iwa Karagjosowa Nadeschda Alexiewa |

| Biathlon-Weltmeisterschaften in Minsk, 20. bis 25. Februar 1990 | Biathlon-Weltmeisterschaften in Minsk, 20. bis 25. Februar 1990 | Biathlon-Weltmeisterschaften in Minsk, 20. bis 25. Februar 1990 | Biathlon-Weltmeisterschaften in Minsk, 20. bis 25. Februar 1990 | Biathlon-Weltmeisterschaften in Minsk, 20. bis 25. Februar 1990 |
| --------------------------------------------------------------- | --------------------------------------------------------------- | --------------------------------------------------------------- | --------------------------------------------------------------- | --------------------------------------------------------------- |
| Datum                                                           | Disziplin                                                       | Erster Platz                                                    | Zweiter Platz                                                   | Dritter Platz                                                   |
| 20. Februar 1990 (Di.)                                          | Einzel (15 km)                                                  | Swetlana Dawydowa                                               | Jelena Golowina                                                 | Petra Schaaf                                                    |
| 22. Februar 1990 (Do.)                                          | Sprint (7,5 km)                                                 | Wegen Schneemangel in Oslo nachgeholt                           | Wegen Schneemangel in Oslo nachgeholt                           | Wegen Schneemangel in Oslo nachgeholt                           |
| 23. Februar 1990 (Fr.)                                          | Staffel (3 × 7,5 km)                                            | Wegen Schneemangel in Oslo nachgeholt                           | Wegen Schneemangel in Oslo nachgeholt                           | Wegen Schneemangel in Oslo nachgeholt                           |
| 25. Februar 1990 (So.)                                          | Mannschaft (15 km)                                              | Wegen Schneemangel in Oslo nachgeholt                           | Wegen Schneemangel in Oslo nachgeholt                           | Wegen Schneemangel in Oslo nachgeholt                           |

| 5. Weltcup in Oslo, 6. bis 11. März 1990 | 5. Weltcup in Oslo, 6. bis 11. März 1990 | 5. Weltcup in Oslo, 6. bis 11. März 1990                                           | 5. Weltcup in Oslo, 6. bis 11. März 1990                               | 5. Weltcup in Oslo, 6. bis 11. März 1990                                     |
| ---------------------------------------- | ---------------------------------------- | ---------------------------------------------------------------------------------- | ---------------------------------------------------------------------- | ---------------------------------------------------------------------------- |
| Datum                                    | Disziplin                                | Erster Platz                                                                       | Zweiter Platz                                                          | Dritter Platz                                                                |
| 6. März 1990 (Di.)                       | Einzel (15 km)                           |                                                                                    |                                                                        |                                                                              |
| 8. März 1990 (Do.)                       | Mannschaft (15 km)                       | SowjetunionJelena Bazewitsch Jelena Golowina Swetlana Paramygina Swetlana Dawydowa | BR DeutschlandIrene Schroll Daniela Hörburger Inga Kesper Petra Schaaf | BulgarienNadeschda Alexiewa Iwa Karagjosowa Marija Manolowa Zwetana Krastewa |
| 10. März 1990 (Sa.)                      | Sprint (7,5 km)                          | Anne Elvebakk                                                                      | Swetlana Dawydowa                                                      | Elin Kristiansen                                                             |
| 11. März 1990 (So.)                      | Staffel (3 × 7,5 km)                     | SowjetunionJelena Bazewitsch Jelena Golowina Swetlana Dawydowa                     | NorwegenGrete Ingeborg Nykkelmo Anne Elvebakk Elin Kristiansen         | FinnlandTuija Vuoksiala Seija Hyytiäinen Pirjo Mattila                       |

| 6. Weltcup in Kontiolahti, 15. bis 18. März 1990 | 6. Weltcup in Kontiolahti, 15. bis 18. März 1990 | 6. Weltcup in Kontiolahti, 15. bis 18. März 1990                   | 6. Weltcup in Kontiolahti, 15. bis 18. März 1990                   | 6. Weltcup in Kontiolahti, 15. bis 18. März 1990                              |
| ------------------------------------------------ | ------------------------------------------------ | ------------------------------------------------------------------ | ------------------------------------------------------------------ | ----------------------------------------------------------------------------- |
| Datum                                            | Disziplin                                        | Erster Platz                                                       | Zweiter Platz                                                      | Dritter Platz                                                                 |
| 15. März 1990 (Do.)                              | Einzel (15 km)                                   | Jiřina Adamičková                                                  | Jelena Belowa                                                      | Dorina Pieper                                                                 |
| 17. März 1990 (Sa.)                              | Sprint (7,5 km)                                  | Anne Elvebakk                                                      | Zwetana Krastewa                                                   | Jelena Belowa                                                                 |
| 18. März 1990 (So.)                              | Mannschaft (15 km)                               | BR DeutschlandIrene Schroll Inga Kesper Dorina Pieper Petra Schaaf | FinnlandTuija Vuoksiala Tuija Sikiö Seija Hyytiäinen Pirjo Mattila | SowjetunionJelena Belowa Jelena Golowina Swetlana Panjutina Swetlana Dawydowa |

### Weltcupstände
| Endstand nach 12 Rennen (Top 10) |                     |        |       |
| \| Rang \| Name \| Punkte \| Siege \| \| ---- \| ------------------- \| ------ \| ----- \| \| 01 \| Jiřina Adamičková \| 213 \| 5 \| \| 02 \| Anne Elvebakk \| 183 \| 2 \| \| 03 \| Jelena Golowina \| 181 \| 2 \| \| 04 \| Zwetana Krastewa \| 159 \| 1 \| \| 05 \| Swetlana Dawydowa \| 154 \| 1 \| \| 06 \| Swetlana Panjutina \| 148 \| 0 \| \| 07 \| Pirjo Mattila \| 134 \| 0 \| \| 08 \| Jelena Bazewitsch \| 133 \| 0 \| \| 09 \| Swetlana Paramygina \| 131 \| 0 \| \| 10 \| Marija Manolowa \| 129 \| 0 \| |                     |        |       |
| Rang | Name                | Punkte | Siege |
| 01 | Jiřina Adamičková   | 213    | 5     |
| 02 | Anne Elvebakk       | 183    | 2     |
| 03 | Jelena Golowina     | 181    | 2     |
| 04 | Zwetana Krastewa    | 159    | 1     |
| 05 | Swetlana Dawydowa   | 154    | 1     |
| 06 | Swetlana Panjutina  | 148    | 0     |
| 07 | Pirjo Mattila       | 134    | 0     |
| 08 | Jelena Bazewitsch   | 133    | 0     |
| 09 | Swetlana Paramygina | 131    | 0     |
| 10 | Marija Manolowa     | 129    | 0     |

| Rang | Name                | Punkte | Siege |
| ---- | ------------------- | ------ | ----- |
| 01   | Jelena Golowina     | 103    | 2     |
| 02   | Jiřina Adamičková   | 93     | 1     |
| 03   | Jelena Bazewitsch   | 86     | 0     |
| 04   | Zwetana Krastewa    | 81     | 1     |
| 05   | Anne Elvebakk       | 80     | 0     |
| 06   | Swetlana Dawydowa   | 70     | 1     |
| 07   | Iwa Schkodrewa      | 69     | 1     |
| 08   | Petra Schaaf        | 66     | 0     |
| 09   | Swetlana Paramygina | 66     | 0     |
| 10   | Swetlana Panjutina  | 64     | 0     |

| Rang | Name                | Punkte | Siege |
| ---- | ------------------- | ------ | ----- |
| 01   | Jiřina Adamičková   | 120    | 4     |
| 02   | Anne Elvebakk       | 103    | 2     |
| 03   | Swetlana Dawydowa   | 84     | 0     |
| 04   | Swetlana Panjutina  | 84     | 0     |
| 05   | Jelena Golowina     | 78     | 0     |
| 06   | Zwetana Krastewa    | 78     | 0     |
| 07   | Marija Manolowa     | 73     | 0     |
| 08   | Pirjo Mattila       | 71     | 0     |
| 09   | Swetlana Paramygina | 65     | 0     |
| 10   | Elin Kristiansen    | 60     | 0     |

| Rang | Land           | Punkte | Siege |
| ---- | -------------- | ------ | ----- |
| 01   | Sowjetunion    |        | 7     |
| 02   | Finnland       |        | 1     |
| 03   | BR Deutschland |        | 1     |
| 04   |                |        |       |
| 05   |                |        |       |
| 06   |                |        |       |
| 07   |                |        |       |
| 08   |                |        |       |
| 09   |                |        |       |
| 10   |                |        |       |

### Tabelle

#### Ergebnisse Athletinnen
| Pos. | Biathlet                | Obertilliach | Obertilliach | Antholz | Antholz | Ruhpolding | Ruhpolding | Walchsee | Walchsee | Minsk | Oslo | Kontiolahti | Kontiolahti | Punkte |
| Pos. | Biathlet                | Ez           | Sp           | Sp      | Ez      | Ez         | Sp         | Ez       | Sp       | Ez    | Sp   | Ez          | Sp          | Punkte |
| ---- | ----------------------- | ------------ | ------------ | ------- | ------- | ---------- | ---------- | -------- | -------- | ----- | ---- | ----------- | ----------- | ------ |
| 01   | Jiřina Adamičková       | 005          | 001          | 001     | 005     | 007        | 001        | 005      | 001      | 013   | 007  | 001         | 005         | 213    |
| 02   | Anne Elvebakk           | 011          | 019          | 009     | 002     | 016        | 002        | –        | –        | 009   | 001  | 004         | 001         | 183    |
| 03   | Jelena Golowina         | 001          | 011          | 015     | 009     | 001        | 006        | –        | –        | 002   | 005  | 010         | 004         | 181    |
| 04   | Zwetana Krastewa        | 021          | 005          | 029     | 001     | 009        | 024        | –        | 017      | 010   | 004  | 008         | 002         | 159    |
| 05   | Swetlana Dawydowa       | 012          | 002          | –       | –       | 002        | 011        | –        | –        | 001   | 002  | –           | 009         | 154    |
| 06   | Swetlana Panjutina      | 008          | 003          | 002     | –       | 005        | 014        | –        | –        | 018   | 012  | 009         | 006         | 148    |
| 07   | Pirjo Mattila           | 010          | 028          | 004     | 004     | 008        | 012        | –        | –        | 019   | 006  | 022         | 011         | 134    |
| 08   | Jelena Bazewitsch       | 002          | 014          | –       | 006     | 023        | 005        | –        | –        | 007   | –    | 005         | 012         | 133    |
| 09   | Swetlana Paramygina     | 009          | 007          | 006     | 013     | 003        | 016        | –        | –        | –     | 011  | 014         | 015         | 131    |
| 10   | Marija Manolowa         | 015          | 012          | 008     | 018     | 035        | 003        | 013      | 011      | 014   | 010  | 006         | 031         | 129    |
| 11   | Petra Schaaf            | 014          | 004          | 020     | 011     | 011        | 021        | –        | 010      | 003   | 033  | –           | 008         | 128    |
| 12   | Synnøve Thoresen        | 006          | 017          | 007     | 016     | 019        | 007        | –        | –        | 006   | 014  | 028         | 007         | 126    |
| 13   | Iwa Schkodrewa          | 013          | 027          | 011     | 015     | 021        | 009        | 001      | 004      | 011   | 030  | 016         | 027         | 123    |
| 14   | Elin Kristiansen        | 020          | 016          | 013     | –       | 030        | 023        | –        | –        | 005   | 003  | 007         | 013         | 106    |
| 15   | Anna Sonnerup           | –            | –            | –       | –       | 031        | 048        | 006      | 002      | 015   | 008  | 011         | 017         | 99     |
| 16   | Dorina Pieper           | –            | –            | 019     | 024     | 004        | 047        | 019      | 003      | 016   | –    | 003         | 016         | 99     |
| 17   | Luisa Tscherepanowa     | 003          | 008          | 005     | 014     | 028        | 008        | –        | –        | –     | –    | –           | –           | 93     |
| 18   | Inga Kesper             | 029          | 023          | 017     | 025     | 026        | 027        | 003      | 008      | 027   | 025  | 013         | 014         | 84     |
| 19   | Seija Hyytiäinen        | 004          | 006          | 003     | 020     | 037        | 026        | –        | –        | 029   | 024  | 023         | 020         | 79     |
| 20   | Véronique Claudel       | 016          | 015          | 021     | 023     | 010        | 022        | –        | –        | 017   | 009  | 024         | 023         | 75     |
| 21   | Irene Schroll           | 007          | 013          | 018     | 027     | 029        | 040        | 015      | 012      | –     | 015  | –           | 026         | 76     |
| 22   | Nadeschda Alexiewa      | 034          | 031          | 022     | 017     | 024        | 039        | 007      | 007      | 030   | 016  | 017         | 021         | 73     |
| 23   | Tuija Sikiö             | –            | –            | 012     | 008     | 014        | 010        | –        | –        | –     | 027  | 018         | 019         | 73     |
| 24   | Inger Björkbom          | –            | –            | 010     | 003     | 045        | 032        | –        | –        | 004   | 019  | –           | –           | 69     |
| 25   | Martina Stede           | 022          | 032          | 025     | 007     | 024        | 015        | 009      | 015      | 026   | –    | –           | –           | 65     |
| 26   | Mona Bollerud           | 017          | 009          | 014     | –       | 027        | 037        | –        | –        | 021   | –    | –           | –           | 60     |
| 27   | Eva Burešová            | 025          | 024          | –       | –       | 012        | 034        | 004      | 006      | –     | –    | –           | –           | 59     |
| 28   | Kerryn Pethybridge      | 028          | 025          | 026     | 021     | 015        | 004        | 012      | –        | 034   | –    | –           | –           | 53     |
| 29   | Jelena Belowa           | –            | –            | –       | –       | –          | –          | –        | –        | –     | –    | 002         | 003         | 50     |
| 30   | Myriam Bédard           | –            | –            | –       | –       | 020        | 042        | 002      | 028      | 008   | –    | –           | –           | 50     |
| 31   | Tuija Vuoksiala         | –            | –            | –       | –       | –          | –          | –        | –        | –     | –    | –           | –           | 44     |
| 32   | Yvonne Visser           | –            | –            | –       | –       | –          | –          | –        | –        | –     | –    | –           | –           | 39     |
| 33   | Joan Miller Smith       | –            | –            | –       | –       | –          | –          | –        | –        | –     | –    | –           | –           | 37     |
| 34   | Anna Hermansson         | –            | –            | –       | –       | –          | –          | –        | –        | –     | –    | –           | –           | 37     |
| 35   | Petra Nosková           | –            | –            | –       | –       | –          | –          | –        | –        | –     | –    | –           | –           | 32     |
| 36   | Jana Vápeníková         | –            | –            | –       | –       | –          | –          | –        | –        | –     | –    | –           | –           | 31     |
| 37   | Signe Trosten           | –            | –            | –       | –       | –          | –          | –        | –        | –     | –    | –           | –           | 30     |
| 38   | Kerstin Moring          | –            | –            | –       | –       | –          | –          | –        | –        | –     | –    | –           | –           | 28     |
| 39   | Åse Idland              | –            | –            | –       | –       | –          | –          | –        | –        | –     | –    | –           | –           | 28     |
| 40   | Patrice Jankowski       | –            | –            | –       | –       | –          | –          | –        | –        | –     | –    | –           | –           | 28     |
| 41   | Tatjana Serschantowa    | –            | –            | –       | –       | –          | –          | –        | –        | –     | –    | –           | –           | 26     |
| 42   | Nancy Bell-Johnstone    | –            | –            | –       | –       | –          | –          | –        | –        | –     | –    | –           | –           | 22     |
| 43   | Grete Ingeborg Nykkelmo | –            | –            | –       | –       | –          | –          | –        | –        | –     | –    | –           | –           | 21     |
| 44   | Antje Misersky          | –            | –            | –       | –       | –          | –          | –        | –        | –     | –    | –           | –           | 21     |
| 45   | Paivi Kallio            | –            | –            | –       | –       | –          | –          | –        | –        | –     | –    | –           | –           | 21     |
| 46   | Hildegunn Fossen        | –            | –            | –       | –       | –          | –          | –        | –        | –     | –    | –           | –           | 19     |
| 47   | Irina Salowa            | –            | –            | –       | –       | –          | –          | –        | –        | –     | –    | –           | –           | 15     |
| 48   | Monica Jauca            | –            | –            | –       | –       | –          | –          | –        | –        | –     | –    | –           | –           | 14     |
| 49   | Jane Isakson            | –            | –            | –       | –       | –          | –          | –        | –        | –     | –    | –           | –           | 9      |
| 50   | Annette Malter          | –            | –            | –       | –       | –          | –          | –        | –        | –     | –    | –           | –           | 9      |
| 51   | Katrin Bräuer           | –            | –            | –       | –       | –          | –          | –        | –        | –     | –    | –           | –           | 9      |
| 52   | Irena Galabowa          | –            | –            | –       | –       | –          | –          | –        | –        | –     | –    | –           | –           | 8      |
| 53   | Mia Stadig              | –            | –            | –       | –       | –          | –          | –        | –        | –     | –    | –           | –           | 8      |
| 54   | Helga Øvsthus           | –            | –            | –       | –       | –          | –          | –        | –        | –     | –    | –           | –           | 7      |
| 55   | Daniela Hörburger       | –            | –            | –       | –       | –          | –          | –        | –        | –     | –    | –           | –           | 7      |
| 56   | Silwana Blagoewa        | –            | –            | –       | –       | –          | –          | –        | –        | –     | –    | –           | –           | 6      |
| 57   | Tiina Moilanen          | –            | –            | –       | –       | –          | –          | –        | –        | –     | –    | –           | –           | 6      |
| 58   | Renata Novotná          | –            | –            | –       | –       | –          | –          | –        | –        | –     | –    | –           | –           | 4      |
| 59   | Caroline Hiden          | –            | –            | –       | –       | –          | –          | –        | –        | –     | –    | –           | –           | 4      |
| 60   | Gillian Hamilton        | –            | –            | –       | –       | –          | –          | –        | –        | –     | –    | –           | –           | 2      |
| 61   | Jana Englert            | –            | –            | –       | –       | –          | –          | –        | –        | –     | –    | –           | –           | 1      |
| 62   | Sara Lehto              | –            | –            | –       | –       | –          | –          | –        | –        | –     | –    | –           | –           | 1      |